# Demotische Schrift
Die demotische Schrift (griechisch gemäß Herodot: δημοτιχά bzw. δημοτιϰός ‚volkstümlich‘; ISO 15924: Egyd) ist eine aus dem Hieratischen abgeleitete Schrift, die von etwa 650 v. Chr. bis 450 n. Chr. im Alten Ägypten Anwendung fand. Es ist eine Kursivschrift, die von rechts nach links geschrieben wird.

## Ursprung
Sie entstand als Kanzleischrift und wurde dann zur Gebrauchsschrift in Ägypten. Sie wurde hauptsächlich für die demotische Sprache verwendet, wobei es auch möglich war, dass die demotische Schrift für Texte aus anderen Epochen benutzt wurde.

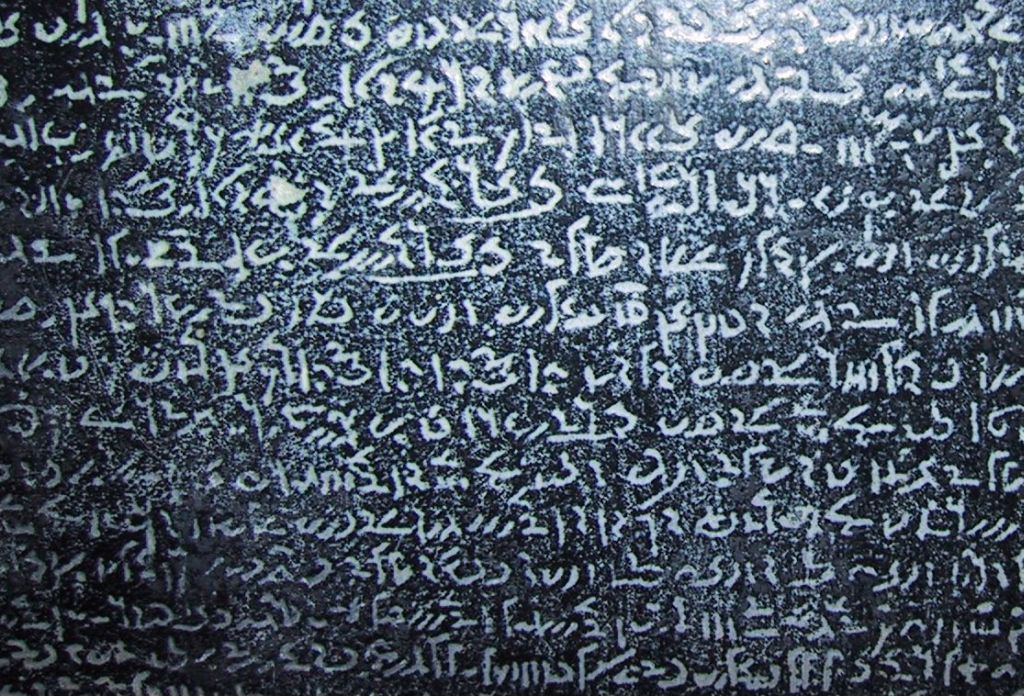
Demotischer Schriftzug des Rosettasteins

## Epochen der demotischen Schrift
- Frühdemotische Schrift: 650 v. Chr. bis 320 v. Chr. (eigenständige ägyptische Epoche)
- Mitteldemotische Schrift: 320 v. Chr. bis 30 v. Chr. (ptolemäische Epoche)
- Spätdemotische Schrift: 30 v. Chr. bis 450 n. Chr. (römische Epoche)

## Demotische Schrift

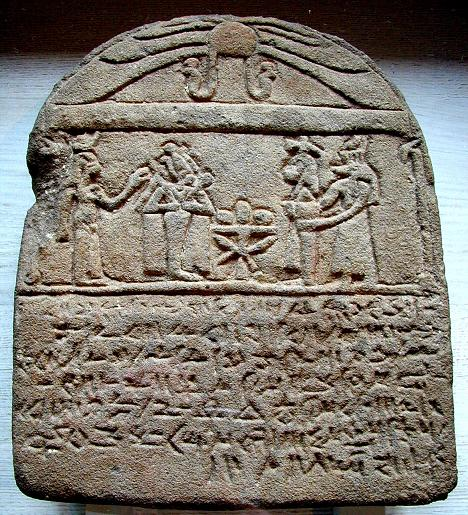
Stele auf demotisch

Herodot prägte den Begriff „demotische Schrift“ als volkstümliche Form neben der hieratischen und Hieroglyphenschrift, bei Porphyrios ist dagegen von der „epistolographischen Schrift“ die Rede, was eine genaue Übersetzung des ägyptischen Wortes für demotisch ist. Die Schrift ist schwierig zu lesen, da sie viele ähnliche Zeichen und Ligaturen enthält. Auch wandelte sich die anfängliche Form schnell und individuell.
Im System ähnelt sie der ägyptischen Hieroglyphenschrift. Es gibt Phonogramme (Ein- und Mehrkonsonantenzeichen), wobei – anders als bei den Hieroglyphen – einige der Einkonsonantenzeichen spezielle Formen am Wortanfang aufweisen. Anders als bei den Hieroglyphen können im Demotischen einige der Phonogramme auch für Vokale stehen, so insbesondere bei der Schreibung von Fremdwörtern. Man gebraucht dabei etwa den Konsonanten w auch zur Schreibung von u und o und den Konsonanten j auch zur Schreibung von i. Weiter gibt es Determinative sowie Wortzeichen, von denen viele durch Fusion ursprünglicher Zeichensequenzen in älteren ägyptischen Schriftarten entstanden sind.
Die Zahl distinkter Zeichenformen ist bisher nicht genau bestimmt, liegt aber höchstens bei wenigen hundert; viele der Zeichenformen sind dabei mehrdeutig, weil sie auf unterschiedliche hieroglyphische Vorbilder zurückgehen. In der Römerzeit wird der Gebrauch alphabetischer Zeichen noch ausgedehnter, wodurch sich das Zeicheninventar vermindert.

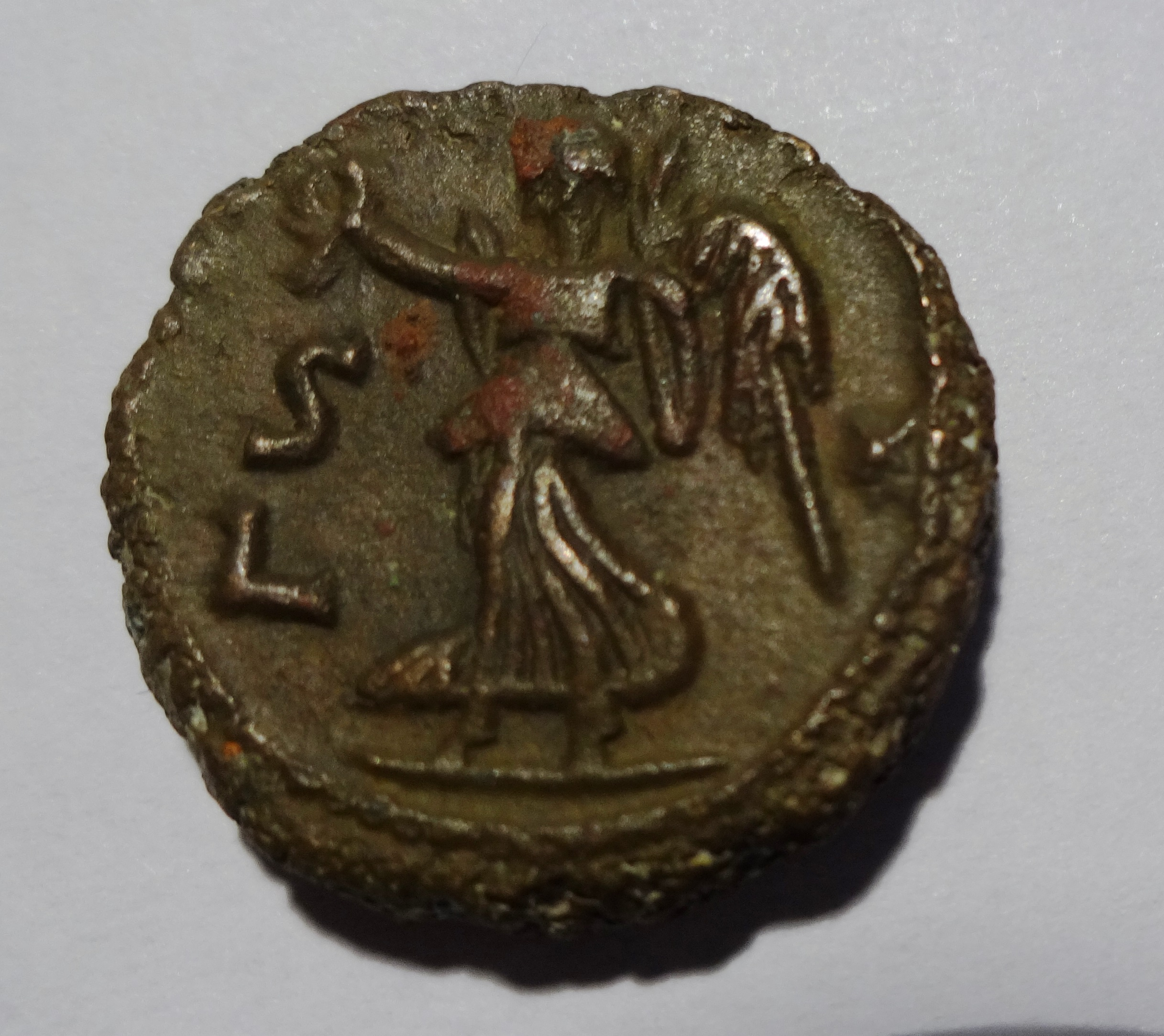
Demotisches L für Jahr kombiniert mit griechischem ϛ für 6 auf Münze aus Alexandria

Schon unter den Römern verschwand das Demotische als Schrift in der Verwaltung, wo nun Griechisch vorherrschte. Demotisch wurde fast nur noch im privaten und religiösen Bereich benutzt. Auf den in Alexandria bis zur Münzreform Diokletians geprägten Münzen erscheint noch das demotische Zeichen L für Jahr, das dann aber mit griechischen Buchstaben für die Jahreszahl kombiniert wird. Die neben diesem Text abgebildete Münze (Bronzetetradrachme) aus der Zeit Diokletians mit dem griechischen Zahlzeichen „Ϛ“ für 6 ist somit im sechsten Jahr der Herrschaft Diokletians geprägt worden.
Mit der Christianisierung Ägyptens im 3. und 4. Jahrhundert wurde die relativ komplizierte demotische Schrift durch eine neue, wesentlich einfachere alphabetische Schrift ersetzt, die koptische Schrift. Diese leitet sich aus dem griechischen Alphabet her und wurde um einige wenige Zeichen demotischen Ursprungs erweitert, um typisch ägyptische Laute bezeichnen zu können.
Die demotische Schrift starb aus und geriet völlig in Vergessenheit, bis man sie im 19. Jahrhundert wieder zu entziffern lernte.